# Strona startowa
Strona startowa (także strona domowa) – pierwsza strona wczytywana do przeglądarki internetowej w momencie jej włączenia. Często na strony startowe umieszcza się znane portale internetowe, wyszukiwarki internetowe, strony akcji charytatywnych lub też własne strony, na których jest zbiór użytecznych linków.
Wielu użytkowników nie zmienia domyślnie ustawionej strony startowej. Strona msn.com, która jest domyślną stroną startową najpopularniejszej przeglądarki Internet Explorer, jest drugą pod względem oglądalności stroną w Internecie (według serwisu Alexa 2005), zaś w Polsce strona ta plasuje się tuż za pierwszą dziesiątką (Megapanel PBI/Gemius – 04/2005).
Stroną startową w przeglądarce Firefox oraz SeaMonkey jest profilowana podstrona Google.
Również katalog stron WWW mogą służyć jako strony startowe, szczególnie te, które swoją budową w funkcjonalny sposób wspomagają użytkowanie Internetu za pomocą najbardziej popularnych słów kluczowych, łącząc ze stronami internetowymi bez zbędnego wpisywania tekstu, obsługując tylko przy użyciu myszy komputerowej. Przemyślany wybór strony startowej gwarantuje sporą oszczędność czasu oraz znaczne ułatwienie korzystania z ogromnej bazy zasobów internetowych.